# Harvard Law Review
La Harvard Law Review est une revue de droit publiée par un groupe d'étudiants de la Harvard Law School.

## Généralités
La Harvard Law Review, aussi appelée familièrement The Review est l'une des revues de droit de référence aux États-Unis. Elle est publiée mensuellement de novembre à juin, le numéro de novembre étant consacré aux décisions de la Cour suprême de l'année précédente. La revue est tirée à 4 000 exemplaires environ, et également disponible en ligne. En complément de la revue, le Harvard Law Review Forum, accessible uniquement sur Internet, est un journal permanent de commentaires et de réponses aux contenus publiés dans la revue.
La Harvard Law Review Association, en collaboration avec le Yale Law Journal, la Columbia Law Review, et la University of Pennsylvania Law Review, publie The Bluebook: A Uniform System of Citation, la référence en matière d'arrêts et de jurisprudence aux États-Unis.

## Histoire
La Harvard Law Review publia son premier numéro le 15 avril 1887, ce qui en fait la plus ancienne revue de droit éditée par des étudiants aux États-Unis. Sa position en tant qu'institution est largement due au support de Louis Brandeis, alors ancien élève de la Harvard Law School, avocat à Boston, et qui deviendra par la suite juge à la Cour suprême.
Quatorze rédacteurs (deux de chaque section de l'école) sont sélectionnés sur la base d'une combinaison de leurs résultats de première année et de leurs résultats au concours. Vingt autres rédacteurs sont sélectionnées uniquement sur les résultats du concours. Le reste est sélectionné de manière discrétionnaire[réf. nécessaire].
La première femme présidente (poste équivalent à celui de rédacteur en chef) de la Review fut Susan Estrich, en 1978. Son premier président noir fut Barack Obama, le 44e président des États-Unis, en 1991. Andrew Crespo, élu en 2008, en fut le premier président d'origine hispanique.
Le siège de la Harvard Law Review, Gannett House, est situé sur le campus de la faculté de droit de Harvard. C'est un bâtiment blanc construit dans un style grec néo-antique populaire en Nouvelle-Angleterre dans la deuxième moitié du XIXe siècle. Avant son installation en 1925, la revue était installée dans l'un des bâtiments de l'université Harvard.

## Anciens élèves
Outre Barack Obama, 44e président des États-Unis, la liste des anciens rédacteurs de la Harvard Law Review comprend plusieurs juges à la Cour suprême, juges et juristes de renom, plusieurs ministres et officiels gouvernementaux, ainsi que des universitaires et des journalistes renommés.